# 환상박피

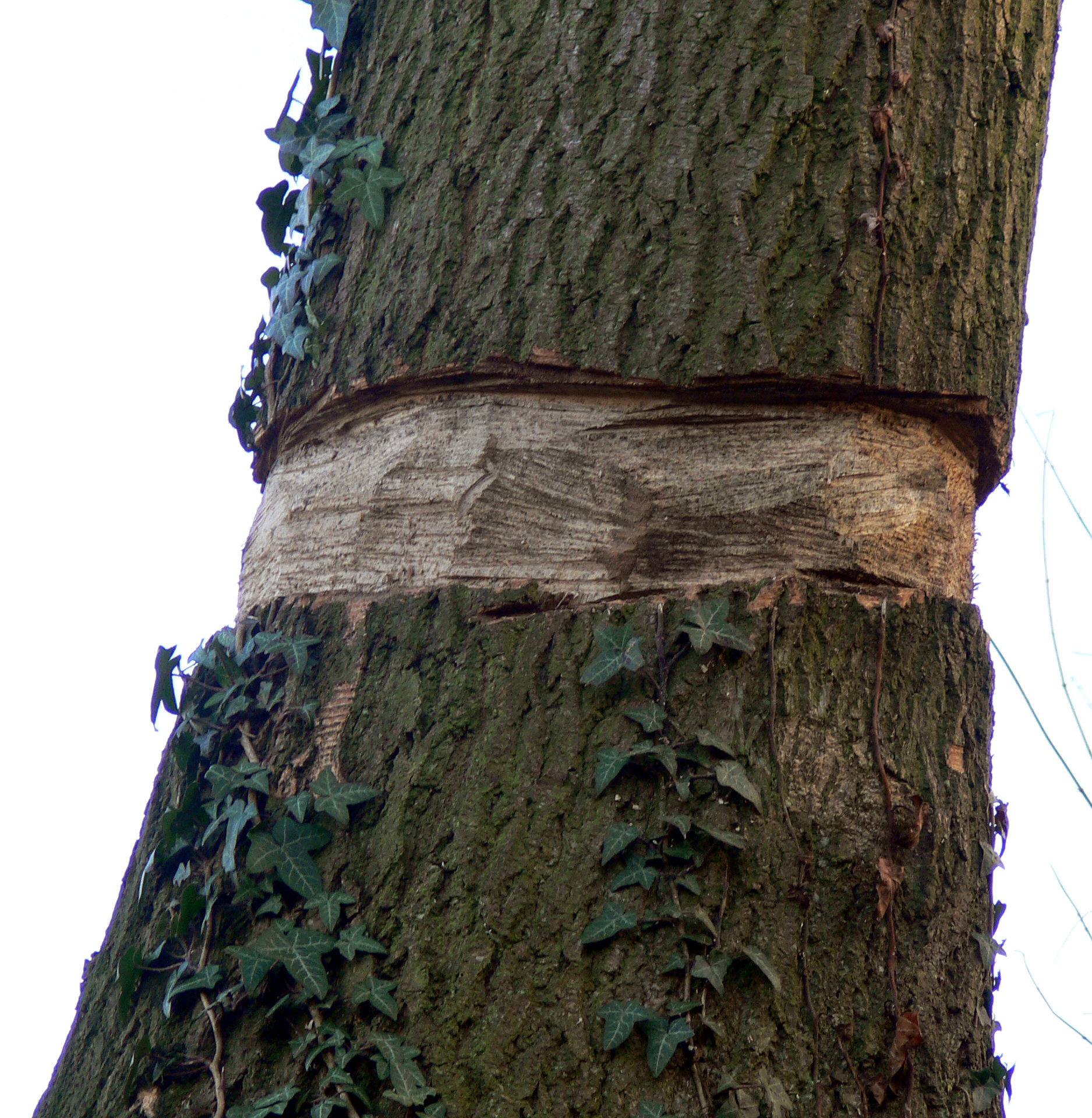

환상박피 또는 거들링(Girdling)은 나무가 우거진 식물의 가지나 줄기 전체 둘레에서 나무껍질(코르크 형성층 또는 "펠로겐", 체관부, 형성층으로 구성되며 때로는 목질부로 들어가는 것)을 완전히 제거하는 것이다. 이렇게 제거한 부위를 '거들'이라고도 한다. 당분을 비롯한 여러 양분을 수송하는 기관인 체관부를 벗겨냈기에 잎에서 합성된 영양분이 뿌리와 같은 저장 부위로 이동하지 못한다. 결국 거들 윗부분에 양분이 축적되어 부풀어오르고, 마침내 나무가 죽게된다. 간단하기 때문에 농약을 사용하면 안되거나 벌목하기 귀찮은 나무를 굶겨죽일 때 시행한다. 임업, 원 예 등에서 환상박피를 사용한다. 설치류와 같은 동물은 종종 겨울 동안 눈 아래에서 외부 껍질을 먹음으로써 환상박피를 유도하기도 한다. 또한 식물 껍질을 먹는 다른 초식 포유류와 새와 곤충에 의해 발생할 수 있으며, 두 가지 모두 인접한 구멍을 뚫어 환상박피와 같은 원리로 나무를 죽게 하기도 한다.

## 같이 보기
- 가지치기
- 접붙이기
- 수목의
- 가지치기